# ニューポール 28
ニューポール 28
国立アメリカ空軍博物館にある
ニューポール 28のレプリカ
- 用途：戦闘機
- 分類：陸上戦闘機
- 設計者：ギュスターヴ・ドラージュ
- 製造者：ニューポール
- 運用者

  -  アメリカ陸軍航空部
  -  フランス航空隊
- 初飛行：1917年6月14日
- 生産数：約300機
- 運用開始：1918年3月
- 退役：1918年7月

ニューポール 28（Nieuport 28、N.28C-1）は、ギュスターヴ・ドラージュによって設計され、ニューポール社で生産された第一次世界大戦当時のフランスの複葉戦闘機。本機は、アメリカの戦闘機部隊が最初に使用した戦闘機として有名である。

## 設計と開発
1917年中頃の時点において、ニューポール 17ではドイツの新鋭戦闘機に対抗できないこと、そして例えばニューポール 24bis.のような17の直系の発展型では著しい性能向上を期待できないことが明らかになっていた。実際、フランス軍ではニューポール戦闘機は既に急速にSPAD S.VIIに交替しつつあった。
ニューポール 28の設計は、ニューポール 17に代表される軽量・高機動性のロータリーエンジン戦闘機のコンセプトを、その当時のより過酷な戦闘環境に適合させる試みだった。武装は最新の同調機銃2挺とされ、強力なエンジンを装備し、翼構造も従来のニューポール機のV型支柱・一葉半タイプのものから上下翼を2本の支柱で支えた通常の形式に改められた。補助翼は下翼にだけあった。尾部のデザインはニューポール 27のものを引き継いでいたが、胴体は非常に細いものとなり、そのため2挺の機関銃を左にずらして装着しなければならないほどだった。

## 運用歴
1918年はじめに最初のニューポール 28生産機が現れたとき、フランス軍の見解ではすでにニューポール機は「余分」な存在だった。SPAD S.XIIIはほとんどの点で優位に立っており、フランスの標準戦闘機として確固たる地位を築いていた。
一方、アメリカ陸軍航空部では、計画中の追撃（戦闘）飛行隊に装備する戦闘機がひどく不足していた。SPAD戦闘機の使用はイスパノ・スイザエンジンの不足のために真っ先に不可とされた。そしてその代わりにニューポール機が提案され、アメリカ欧州派遣軍（AEF）はやむを得ずそれを臨時の選択肢として採用した。合計297機のニューポール 28がアメリカ軍に購入され、1918年3月に行動を開始する最初のアメリカ戦闘機隊の装備機とされた。AEFの第27、9、95および103の4個「追撃」飛行隊はともにニューポール 28を装備して作戦を開始した。

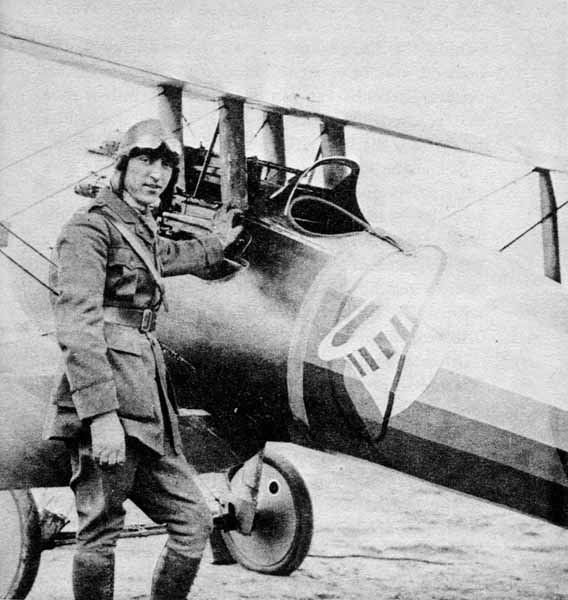
エディ・リッケンバッカーと乗機のニューポール 28。オフセットされた機銃の位置に注意。

1918年4月14日、第94飛行隊のアラン・ウィンズロー中尉とダグラス・キャンベル中尉（アメリカで訓練を受けた最初のエース）は2回目の武装パトロールにおいてそれぞれ敵機を撃墜し、AEF戦闘機部隊として初めての戦果を上げた。クウェンティン・ルーズベルト（大統領セオドア・ルーズベルトの息子）や26機のスコアを上げたアメリカの撃墜王エディー・リッケンバッカー大尉などを含む、著名な第一次世界大戦のアメリカの戦闘機パイロットはその戦歴をニューポール 28で開始している。
しかし、ニューポール28は全体的には成功作とは言いがたいものだった。操縦が容易で機動性も非常に高いが、性能は平凡であり、またエンジンの信頼性も低かった。さらに深刻なことに、合板と布の混成による翼の外皮にも問題があった。翼の後部に貼られている帆布は風を受けて膨らみ、前半部の合板部分からはがれる傾向があった。この問題は速やかに解決されたが、SPAD機の利用が可能になるとすぐにアメリカ軍のニューポール機は交替させられてしまった。SPADへの機種変換は1918年7月末までに終了した。
大戦終結後、ニューポール 28のうち数機はアメリカに戻る部隊と一緒に大西洋を渡った。またいくつかはさまざまな国の空軍に供給された。スイスは15機のニューポール28の引き渡しを受け、ギリシャも少数を受け取った。

## 運用者
フランス
 アメリカ合衆国
 アルゼンチン - 2機
 ギリシャ王国
 グアテマラ - 1機
 スイス - 15機

## 性能諸元

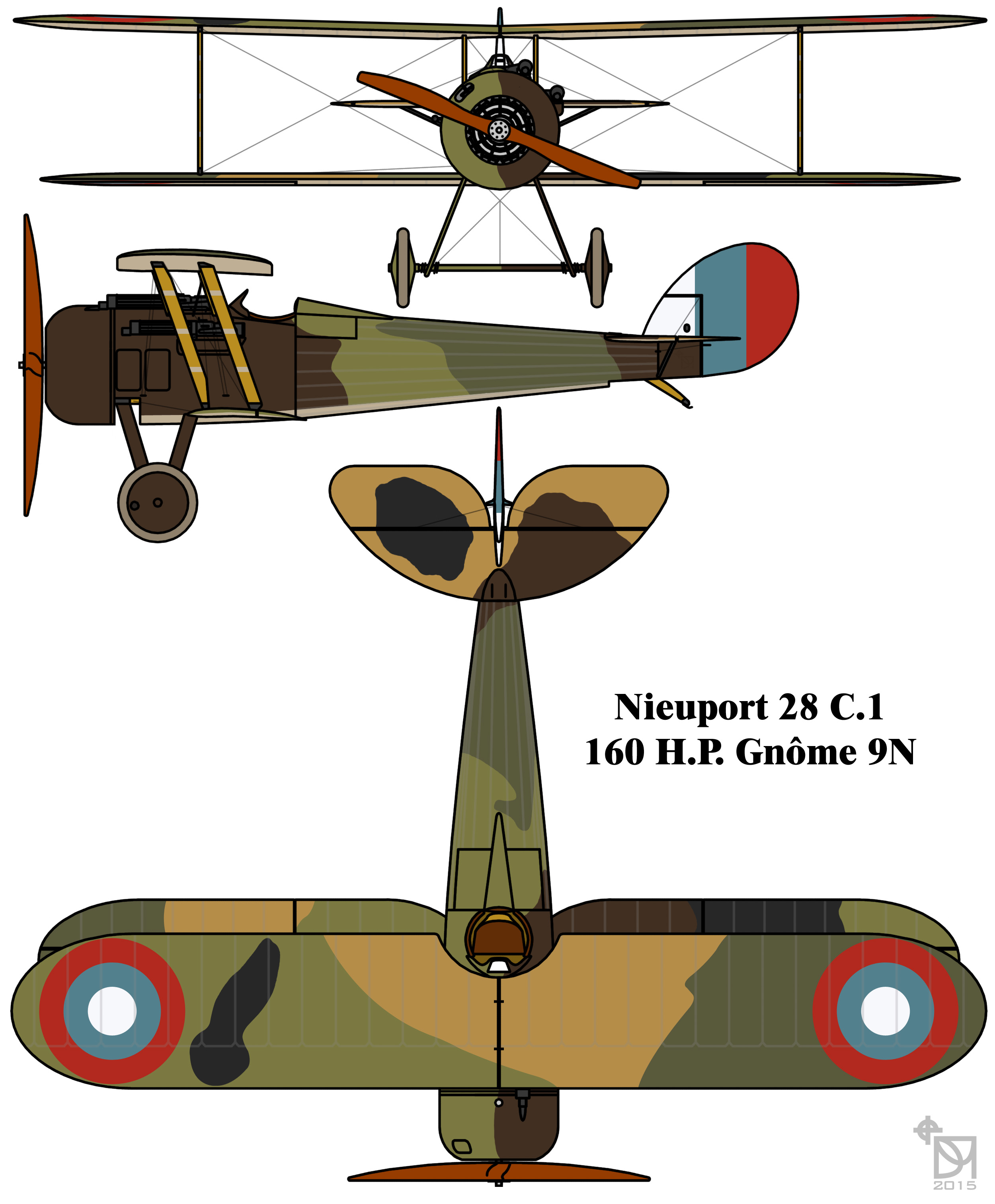
ニューポール 28

諸元
- 乗員: 1
- 全長: 7.8 m
- 全高: 2.5 m
- 翼幅: 8.1 m
- 翼面積: 15.8 m2
- 空虚重量: 475 kg
- 運用時重量: 560 kg
- 動力: グノーム9N ロータリーエンジン、102 kW （160 hp）   × 1

性能
- 最大速度: 184 km/h
- 航続距離: 349 km
- 実用上昇限度: 5,300 m
- 上昇率: 3,000 mまで11.5分
- 翼面荷重: 37.9 kg/m2
- 馬力荷重（プロペラ）: 0.15 kW/kg

武装
- 7.7 mmヴィッカース機銃 ×2

## 参考資料

### 参考図書
- Cheesman E.F. (ed.) Fighter Aircraft of the 1914-1918 War. Letchworth, UK: Harleyford Publications, 1960, pp. 98–99.
- Cooksley, Peter. Nieuport Fighters in Action (Aircraft No. 167). Carrollton, Texas: Squadron/Signal Publications, 1997. ISBN 0-89747-377-9.
- Dorr, Robert F. and David Donald. Fighters of the United States Air Force. London: Aerospace Publishing, 1990. ISBN 0-60055-094-X.
- Treadwell, Terry C. America's First Air War. London: Airlife Publishing, 2000. ISBN 1-84037-113-7.